# Ватек
«Ватек» (фр. Vathek) — фантастическая повесть, сочинённая в 1782 году на французском языке 21-летним англичанином Уильямом Бекфордом. В содержательном отношении представляет собой вариацию на тему Фауста в духе модной в конце XVIII века «готической» эстетики. Впервые опубликована была в 1786 году на английском языке (в переводе Сэмюэла Хенли, англ.) без указания имени автора под названием «Арабская сказка, из неопубликованной рукописи». Повесть считается отправной точкой развития романтического ориентализма. Ватек спускается в ад, управляемый падшим ангелом Иблисом, где он обречен бесконечно бродить.
Первое издание было оформлено как модная в те годы литературная мистификация — якобы перевод с арабского языка жизнеописания девятого аббасидского халифа Васика, или Ватека (внук легендарного Харун ар-Рашида, правил в 840-е годы).

## Сюжет

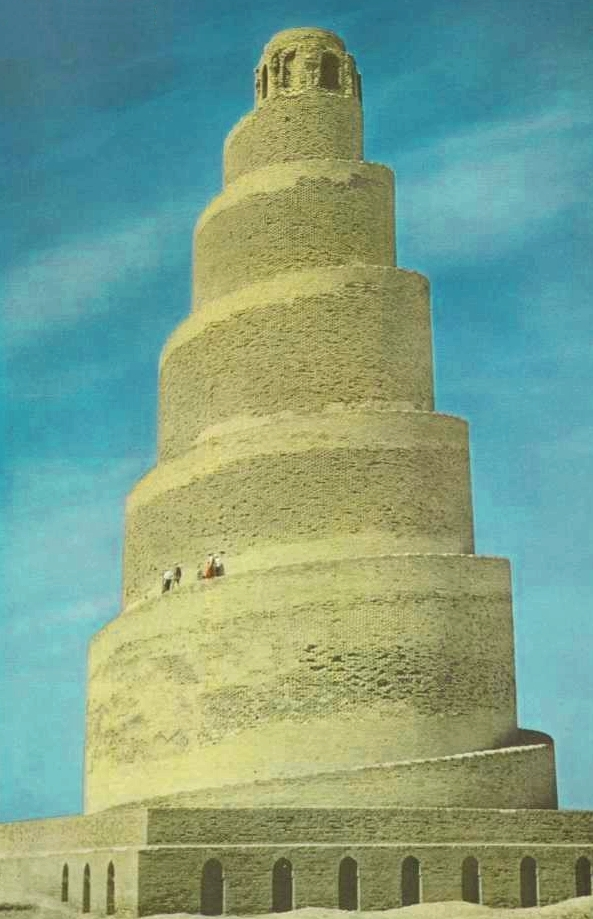
Действие книги происходит в Самарре, где ещё сохранились архитектурные памятники времён халифа Васика

Однажды купец из дальних стран привозит в Самарру «ослепительно сияющие сабли» с непонятными надписями. Чтобы не ослепнуть от блеска, Ватек разглядывает надписи через цветное стекло, но понять их смысла не может. Торговца, который отказывается ему помочь, он распоряжается заключить в темницу. Наутро неизвестного в тюрьме не оказалось (решётки сломаны, стражи мертвы). Тем временем какой-то мудрый старик истолковал надписи на саблях следующим образом:

Нас сделали там, где всё делают хорошо; мы — самое малое из чудес страны, где всё чудесно и достойно величайшего государя земли.

Однако на другой день обнаружилось, что надпись на саблях сама собой переменилась:

Горе дерзкому, кто хочет знать то, что выше его сил!

Под влиянием своей порочной матери Ватек в погоне за запретным знанием предаётся всё более разнузданному поведению. Однажды во дворец приезжает индиец, который, будучи малого роста, обладает способностью свёртываться в шар и кататься с бешеной скоростью. Это Гяур, пришелец с того света, который обращается к халифу с посланием:

Хочешь ли предаться мне, поклониться силам земли, отступиться от Магомета? Тогда я открою тебе дворец подземного пламени. Там, под огромными сводами, ты увидишь сокровища, обещанные тебе звездами; оттуда и мои сабли; там почивает Сулейман бен Дауд, окруженный талисманами, покоряющими мир.

Через этого посредника Ватек охотно вступает в общение с Иблисом, властелином подземного царства, отрекается от ислама ради сатанизма и даже начинает приносить в жертву детей собственных подданных. Ватек приказывает Ифриту забрать Каратиса из замка. Каратис забирает у Солимана талисманы земной силы и пытается свергнуть его, собрав джиннов:
```
После многочисленных приключений он добирается до города 
Истахара
 и оттуда спускается в преисподнюю, где встречает Соломона и царей «
преадамитов
», которые правили землёй до сотворения 
Адама
. Там его душа обречена на вечное скитание и страдания, ибо, как гласит венчающая книгу мораль,
```

Такова была и такова должна быть кара за разнузданность страстей и за жестокость деяний; таково будет наказание слепого любопытства тех, кто стремится проникнуть за пределы, положенные создателем познанию человека; таково наказание самонадеянности, которая хочет достигнуть знаний, доступных лишь существам высшего порядка, и достигает лишь безумной гордыни, не замечая, что удел человека — быть смиренным и неведущим.

## Работа над повестью
По словам автора, повесть была написана всего за один день и две ночи. Вероятно, набросок произведения мог быть сделан за столь короткое время, но оттачивать сюжетную линию, корректировать записи и тому подобное, автору пришлось ещё довольно долго.
Жанр моралистической сказки (фр. conte philosophique), к которому принадлежит «Ватек», разрабатывали до Бекфорда французские авторы, в первую очередь, Вольтер. Описания странствий и мораль в финале явно позаимствованы Бекфордом из его повести «Кандид», восточная атмосфера — из Галланова перевода «Тысячи и одной ночи».
Бекфорд писал свою сказку на французском языке, по видимому причиной тому была существовавшая в те времена литературная традиция, которой придерживались Вольтер, Галлан и другие, не менее известные, авторы. Причём такое желание не отступать от традиций чуть не стоило Бекфорду потери авторства. Желая издать своё произведение, он заказал перевод текста на английский, и его знакомый, Самюэль Хэнли, переводивший рукопись, опубликовал её без согласия автора, анонимно. Опасаясь потерять права на собственное произведение, Бекфорду пришлось заказывать обратный перевод. При этом, не имея на руках оригинала, перевод производился с английского «анонимного» материала на французский язык. Несмотря на восторги специалистов, переводом Уильям Бекфорд остался недоволен и решил самостоятельно редактировать произведение. Довольно быстро закончив редакцию, Бекфорд опубликовал «Ватека». Интересный факт: оба варианта книги — и перевод на английский, и перевод перевода, отредактированный Бекфордом — вызвали одинаковый интерес у публики и неоднократно переиздавались впоследствии.
В современных изданиях «Ватека» под одной обложкой с повестью публикуют несколько позднейших прибавлений к ней, которые впервые увидели свет после смерти Бекфорда.

## Влияние «Ватека»

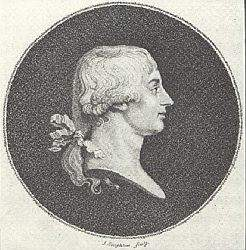
Гравированный профиль Бекфорда

Книга Бекфорда широко читалась и при этом ценилась взыскательными знатоками. Её влияние четко прослеживается в «Рукописи, найденной в Сарагосе», в произведениях Томаса Мура («Лалла-Рух»), лорда Байрона («Гяур»), Роберта Саути («Талаба-разрушитель»), М. Ю. Лермонтова («Демон») и многих других авторов. Предисловие к французскому переизданию «Ватека» написал Малларме.
Повесть Бекфорда, особенно её последние страницы с описанием «бесконечных катакомб кошмаров», высоко ценил Хорхе Луис Борхес. В эссе о «Ватеке» он рассуждает:

Для меня «Ватек», пускай в зачатке, предвосхищает бесовское великолепие Томаса Де Куинси и Эдгара По, Бодлера и Гюисманса. В английском языке есть непереводимое прилагательное «uncanny», оно относится к сверхъестественному и жуткому одновременно (по-немецки — «unheimlich») и вполне приложимо к иным страницам «Ватека» — в предшествующей словесности я такого что-то не припомню.

## «Ватек» в России
Первый перевод на русский язык вышел в Санкт-Петербурге в 1792 году под заглавием «Калиф Ватек» без указания автора.
Новое открытие «Ватека» для русскоязычного читателя принадлежит П. П. Муратову. С его подачи переводом повести занялись его друг Б. К. Зайцев с супругой. Первое русское издание появилось в конце 1911 года (на титульном листе — 1912) с предисловием Муратова. Как вспоминал на исходе жизни Зайцев, Муратов «пленил» его «редкостной по красоте и изяществу вещью» — «Ватеком»:

Павлу Петровичу нравился облик таинственного Бекфорда. Нравилось, как уединился он под конец жизни в огромном своём Фонтхилле, приказав обнести всё владение высокой стеной, чтобы окончательно отделиться от мира. Там вёл жизнь затворническую, отчасти и колдовскую.

В 1967 году зайцевский перевод «Ватека» был переиздан в серии «Литературные памятники» под редакцией академика В. М. Жирмунского.

## Издания
- Первое французское издание на сайте «Галлики»
- Préface à Vathek : réimprimé sur l’original français de Beckford, Éd. Stéphane Mallarmé, Paris, l’auteur, 1876.